# Izurtza
Izurtza város Spanyolországban,  Bizkaia tartományban. Izurtza Abadiño, Durango és Mañaria községekkel határos. Lakosainak száma 230 fő (2024).

## Népesség
A település népessége az utóbbi években az alábbiak szerint változott:
| Lakosok száma | 258  | 265  | 245  | 258  | 276  | 274  | 231  | 255  | 210  | 230  |
|               | 2001 | 2004 | 2007 | 2009 | 2012 | 2014 | 2017 | 2019 | 2022 | 2024 |